# Real Federación Española de Salvamento y Socorrismo
La Real Federación Española de Salvamento y Socorrismo (RFESS) es la entidad dedicada a la promoción, práctica y desarrollo del Salvamento y Socorrismo, dentro de España, integrando a las Federaciones Autonómicas de salvamento y socorrismo, clubes y asociaciones deportivas, deportistas, técnicos y árbitros. Fue fundada en 1961 y está reconocida por el Consejo Superior de Deportes (CSD).
Es miembro de la Federación Internacional de Salvamento y Socorrismo y de la Federación Europea de Salvamento y Socorrismo, cuyas normativas acepta y se obliga a cumplir, y a las que representa en España con carácter exclusivo.

## Competencias
En el ámbito deportivo y de formación, se pueden destacar:
- Fomentar la práctica del salvamento y socorrismo como modalidad deportiva y definir sus reglamentos (acordes con la normativa internacional).
- Impartir cursos de formación en materia de primeros auxilios y salvamento y socorrismo.
- Colaborar con otras entidades que se dediquen al salvamento y socorrismo, tanto públicas como privadas con el objeto de aunar esfuerzos para la prevención de accidentes en medios acuáticos.

## Estructura
Los órganos superiores de representación de la RFESS son:
- Presidente: D. Samuel Gómez Mayor.

- Asamblea General, compuesta por los siguientes estamentos:
  - Presidentes de Federaciones Autonómicas de Salvamento y Socorrismo.
  - Deportistas.
  - Clubes.
  - Técnicos.
  - Jueces-árbitros.
- Comisión Delegada de la Asamblea:
  - Un tercio para los Presidentes de las Federaciones Autonómicas de Salvamento y Socorrismo.
  - Un tercio para los Clubes.
  - Un tercio para deportistas, técnicos y árbitros.

Además existen varios comités:
- Comité Nacional de Disciplina Deportiva.
- Comité Nacional de Árbitros.
- Comité de Auditoría y Control Económico.
- Comisión Mujer - Salvamento y Socorrismo.
- Junta Electoral Federativa

## Competiciones deportivas
La Real Federación Española de Salvamento y Socorrismo es la encargada de organizar las competiciones deportivas de carácter estatal.
- Liga Española de Clubes
- Campeonatos en piscina
  - Spanish Cup - Campeonato de España Juvenil, Júnior y Absoluto de Invierno
  - Kids Spanish Cup - Campeonato de España Infantil y Cadete de Invierno
  - Spanish Open – Campeonato de España Juvenil, Júnior y Absoluto de Primavera
  - Spanish Short Course Championship - Campeonato de España de Distancias Cortas Juvenil, Júnior y Absoluto
  - Campeonato de España Máster de Piscina
- Campeonatos en playa:
  - Campeonato de España Infantil y Cadete de Verano
  - Campeonato de España Juvenil y Júnior de Verano
  - Campeonato de España Absoluto de Verano
  - Campeonato de España Máster de Playa
  - Spanish Spring Beach Cup - Copa de España Internacional de Primavera de Playa
  - Spanish Summer Beach Cup - Copa de España Internacional de Verano de Playa
- Campeonatos en piscina y playa:
  - Campeonato de España Benjamín y Alevín de Verano
  - Campeonato de España por Comunidades Autónomas Absoluto
  - Campeonato de España por Comunidades Autónomas Cadete

Además representa a España en las competiciones deportivas de carácter internacional, celebradas dentro y fuera del territorio nacional.

## Federaciones
Las federaciones autonómicas tienen un funcionamiento independiente desde el punto de vista administrativo y se rigen por sus respectivas legislaciones autonómicas. Su ámbito competencial se circunscribe al del territorio de su comunidad autónoma. Se integran voluntariamente en la RFESS en cuyo caso deben aceptar y cumplir la legislación y normativas estatales, así como los Estatutos y Reglamentos de la Real Federación Española de Salvamento y Socorrismo, para todas aquellas cuestiones que son competencias específicas de la RFESS. 
Las federaciones autonómicas integradas en la RFESS son:
- Aragón: Federación Aragonesa de Salvamento y Socorrismo.
- Asturias: Federación Asturiana de Salvamento y Socorrismo.
- Baleares: Federación Balear de Salvamento y Socorrismo.
- Canarias: Federación Canaria de Salvamento y Socorrismo.
- Cantabria: Federación Cántabra de Salvamento y Socorrismo.
- Cataluña: Federación Catalana de Salvamento y Socorrismo.
- Castilla y León: Federación Castellano-leonesa de Salvamento y Socorrismo.
- Castilla-La Mancha: Federación Castellano-manchega de Salvamento y Socorrismo.
- Ceuta: Federación Ceutí de Salvamento y Socorrismo.
- Comunidad Valenciana: Federación Valenciana de Salvamento y Socorrismo.
- Extremadura: Federación Extremeña de Salvamento y Socorrismo.
- Galicia: Federación Gallega de Salvamento y Socorrismo.
- Comunidad de Madrid: Federación Madrileña de Salvamento y Socorrismo.
- Navarra: Federación Navarra de Salvamento y Socorrismo.
- Región de Murcia: Federación Murciana de Salvamento y Socorrismo.